# Dragon's Revenge
Dragon's Revenge (ドラゴンズ・リベンジ?) är ett flipperspel utvecklat av Tengen, och utgivet till Sega Mega Drive 1993. Spelet är uppföljaren till Devil's Crush (Dragon's Fury). En Sega Master System-version planerades också, men släpptes inte. Spelet fick främst positiv kritik.

## Handling
Den onde Darzel har använt magi för att tillfångata krigaren Kragor, den kvinnliga krigaren Flavia och den goda trollkvinnan Rina. Det gäller att med de magiska flipperkulorna som vapen rädda Kragor, Flavia och Rina, samt stoppa Darzel och befria byn Kalfin.

### Fotnoter
1. ↑  ”Dragon's Revenge” (på engelska). Mobygames. http://www.mobygames.com/game/genesis/dragons-revenge. Läst 7 juni 2014.